# Ливи, Грация
Гра́ция Ли́ви (итал. Grazia Livi; 1930, Флоренция, Итальянское королевство —18 января 2015, Милан, Итальянская республика) — итальянская писательница, журналистка, автор многочисленных эссе и рассказов. Лауреат премий Багутта (1959), Вьяреджо (1991), Стрега (1994) и ряда других.
Считала, что реальность невозможно выразить языком. В своих сочинениях стремилась передать чувственный опыт. Уделяла особое внимание теме радикальной инаковости мужского пола, и, как следствие, кардинальному отличию мужской прозы от прозы женской.

## Биография
Грация Ливи родилась в 1930 году во Флоренции в семье университетских преподавателей. Несколько лет она провела в Лондоне, откуда переехала в Милан, где жила до самой смерти. Способности к литературному творчеству проявились в ней в раннем возрасте. Излюбленными жанрами Грации были эссе и рассказ. Страсть к чтению привела её к выводу, что проза писательниц-женщин по многим характеристикам отличается от творчества писателей-мужчин.
Обучалась у Джанфранко Контини, Доменико Де Робертиса, Роберто Лонги, Гаэтано Сальвемини и Бруно Мильорини. Завершила высшее образование, получив диплом специалиста в области романской филологии. За короткое время Грация успела дважды побывать замужем. Супружеская жизнь и рождение сына Габриэля не мешали ей заниматься литературой. В это время она работала журналисткой, увлекалась психоанализом и много путешествовала. С 1960 до 1970 год Грация сотрудничала с редакциями итальянских периодических изданий La Nazione, Il Mondo, L’Europeo и Epoca. Она брала интервью у Ле Корбюзье, Моше Менухина, Альберта Швейцера.
Спустя некоторое время, Грация отказалась от журналистской карьеры, чтобы полностью посвятить себя литературному творчеству. Её первый роман «Холостяки из Лондона» получил признание у критиков. Поэт Эудженио Монтале в интервью «Коррьере делла Сера» сказал, что «немного найдётся женщин, способных писать так, как Грация Ливи». Другой поэт Марио Луци написал ей благодарственное письмо.
Влияние на творчество Грации оказало знакомство с писательницей Анной Банти, которой она посвятила очерк в сборнике эссе «Буквы моего имени». Анна Банти посоветовала ей написать серию статьей о жизни и творчестве Вирджинии Вульф и помогла опубликовать их в журнале «Сравнение». В сборник «Буквы моего имени» писательница также включила очерки об известных женщинах своего времени — Ингеборг Бахман, Агнесе Бояджиу, Колетт, Анне Франк, Карле Лонци, Джанне Мандзини, Гертруде Стайн и Вирджинии Вульф. Также влияние на творчество Грации оказала многолетняя дружба с Маризой Бульгерони, переводчицей Эмили Дикинсон, Габриэллой Фьори, автором биографии Симоны Вейль и философом Марией Самбрано.
В её сборник эссе «Из комнаты в комнату» вошли очерки о Джейн Остин, Эмили Дикинсон, Кэтрин Мэнсфилд, Анаис Нин, Екатерине Перкото и Вирджинии Вулф. В сборнике рассказов «Ветер и мотоцикл. Страсти, воспоминания, утекшее и сладостное» писательница подтвердила свою способность воспринимать реальность, как чудо.
Во время работы над романом «Нетерпеливый жених» , главными героями которого являются русский писатель Лев Николаевич Толстой и его супруга Софья Андреевна, некоторое время Грация провела в России, где изучала архивные документы. Она умерла в Милане 18 января 2015 года .

## Сочинения

### Романы и сборники
- «Холостяки из Лондона» (итал. Gli scapoli di Londra, «Сансони», Флоренция, 1958)
- «Расстояние и любовь» (итал. La distanza e l'amore, «Гарцанти», Милан, 1978)
- «Невидимая опора» (итал. L'approdo invisibile, «Гарцанти», Милан, 1980)
- «Тайные узы» (итал. Vincoli segreti, «Ла Тартаруга», Милан, 1994)
- «Не больше моих снов» (итал. Non mi sogni più, «Ла Тартаруга», Милан, 1997)
- «Свет в окне» (итал. La finestra illuminata, «Ла Тартаруга», Милан, 2000)
- «Мантия» (итал. Il mantello, «Сан Паоло», Милан, 2002)
- «Нетерпеливый жених» (итал. Lo sposo impaziente, «Гарцанти», Милан, 2006)
- «Ветер и мотоцикл. Страсти, воспоминания, утекшее и сладостное» (итал. Il vento e la moto - Passioni, nostalgie, fughe, dolcezze, «Гарцанти», Милан, 2008)
- «Я всё ещё мечтаю» (итал. Sognami ancora, «Эв», Мачерата, 2014)

### Эссе
- «Альберто Сорди» (итал. Alberto Sordi, «Лонганези», Милан, 1967)
- «Из комнаты в комнату» (итал. Da una stanza all'altra, «Гарцанти», Милан 1984; «Ла Тартаруга», Милан, 1992)
- «Буквы моего имени» (итал. Le lettere del mio nome, «Ла Тартаруга», Милан, 1991)
- «Женщины без сердца» (итал. Donne senza cuore, «Ла Тартаруга», Милан, 1996)
- «Истории судьбы» (итал. Narrare è un destino, «Ла Тартаруга», Милан, 2002)

### Прочее
- Послесловие к роману «Орландо» Вирджинии Вулф («Мондадори», Милан, 1982)
- Предисловие к роману «Мужественные женщины» Анны Банти («Ла Тартаруга», Милан, 1983)
- Редакция романа «Кулисы Лондона» Вирджинии Вульф («Мондадори», Милан, 1987)
- Предисловие к роману «Время любви» Розамунд Леманн («Гарцанти», Милан, 1987)
- Предисловие к роману «Друзья и любовники» Элизабет Боуэн («Ла Тартаруга», Милан, 1992)
- Редакция антологии «Не я сказал нет» Джильберто Финци («Леонардо», Милан, 1992)

## Награды
В 1959 году за свой первый роман «Бакалавры из Лондона» Грация Ливи получила «Премию Багутта» — «Три сеньоры». В 1961 году она была удостоена «Премии святого Викентия за журналистику», в частности за работу в журнале «Эпоха». В 1984 году писательница стала лауреатом «Литературной премии Эльба» за роман «Из комнаты в комнату».
В 1991 году за роман «Буквы моего имени» Грация Ливи получила «Премию Вьяреджо». В 1994 году стала лауреатом «Премии Стрега» за сборник рассказов «Ограниченные секреты». В 2002 году — лауреатом «Женской премии города Рим» за сборник эссе «Истории судьбы» . В 2006 году за роман «Нетерпеливый жених» писательница была удостоена сразу двух наград — «Премии Алессандро Мандзони» и «Премии Альгеро Донна» .

## Ссылка
- Scheda autore su Grazia Livi su Garzanti. www.garzantilibri.it. Архивировано из оригинала 12 июля 2013 года.
- La biografia di Livi Grazia. www.wuz.it.
- Scheda su Grazia Livi. www.beniculturali.it.